# 有馬瑞香
有馬瑞香（日語：有馬 瑞香，1948年1月16日—），日本女性配音員。出身於鹿兒島縣。ARTSVISION所屬。身高162cm。A型血。

## 簡歷、人物
本名：園田 瑞子（そのだ みずこ），舊藝名：有馬瑞子（ありま みずこ）。鹿兒島縣立短期大學畢業。歷經文學座養成所、文學座出身。以前經歷內田朝雄事務所、太陽Promotion、JK Planning、同人舎Production，現在是ARTSVISION所屬。
擅長方言：鹿兒島方言。興趣、特長：登山。

## 演出

### 電視動畫
1977年
- 超合體魔術機器人 銀凱薩（女占卜師薩洛梅[10]、小孩、母親）
- 超Supercar Gattiger（庫茵·戴蒙）
- 小雙俠 (1977年版)（廣播）

1978年
- 魯邦三世 (TV第2系列)（日语：ルパン三世 (TV第2シリーズ)）

1982年
- 手塚治虫的吸血鬼在日本（女牙醫）
- 野生的咆嘯（日语：野生のさけび）

1985年
- 六三四之劍（東堂修羅的母親〈東堂朝香〉）

1986年
- 愛少女波麗安娜物語（桃莉絲·肯特）

1987年
- 機甲戰記斷空我（基賈諾斯軍女性諜報員）

1989年
- 偶像英里子傳說（婦長）
- 獸神萊卡（女帝莎拉）
- 魔動王（莎拉曼朵拉）
- 妙手小廚師（良子）

1991年
- 太陽勇者（池之坊校長）
- 校園七大不可思議神秘事件（日语：ハイスクールミステリー学園七不思議）（繪美的母親）
- 丸出日太夫（莎拉的母親）

1992年
- 2020年Wonder Kiddy（日语：2020年ワンダー・キディ）
- 看了就會變強 暢快！橫綱動畫 啊啊播磨灘（日语：ああ播磨灘）（播磨灘勳的母親）
- 法蘭德斯之犬 我的帕特拉許（日语：フランダースの犬 ぼくのパトラッシュ）（母親、召使）

1994年
- 勇者警察傑德卡（邪神因提）

1995年
- 十二生肖爆烈戰士（奶奶）

1996年
- 怪盜Saint Tail（大野）
- 熱鬥小馬（綠子[11]）
- 名偵探柯南（梶美惠）

1997年
- 手塚治虫的舊約聖書物語（日语：手塚治虫の旧約聖書物語）（米莉安）

1998年
- 動畫版 男人真命苦 ～寅次郎勿忘我～（母親）
- 神化嬌嬌女 (新版)（母犬、母親）
- 魔術士歐菲（付人）

2000年
- 第一神拳（沃爾格·桑吉爾夫的母親）
- 法布爾先生是名偵探（日语：ファーブル先生は名探偵）（夫人）

2001年
- 犬夜叉（大嬸）
- 逮捕令 Second Season（奶奶）

2002年
- 我們這一家（外婆〈花媽的母親〉）
- 犬夜叉（椿〈老婆婆〉）
- 小魔女DoReMi 大合奏！（奈奈小姐）

2003年
- D·N·ANGEL（碧安卡·V·凡登柏格）
- 驚爆危機？校園篇（坪井校長）

2005年
- 蜜桃女孩（安藝操的母親）
- 勇者王 FINAL GRAND GLORIOUS GATHERING（羅傑·安普羅瓦爾）

2006年
- 怪醫黑傑克（天道的母親）

2009年
- 蠟筆小新（房冴阿姨）
- 獸之奏者 艾琳（影B）

2012年
- Another（民江）
- 翡翠森林狼與羊 ～秘密的朋友～（梅的奶奶）

2015年
- 名偵探柯南（青木碧）

2016年
- 新我們這一家（大嬸）

2018年
- 多田君不戀愛（老夫婦）

2019年
- 多羅羅（產婆A）

2024年
- 蜻蛉高球（節奶奶[12]）

### 電影動畫
- 千本松原 與河流生活的少年們（日语：せんぼんまつばら 川と生きる少年たち）（1992年，布佐）

### OVA
- 墮落時空冒險（日语：ズッコケ三人組#『ズッコケ時空冒険』）（1988年，奧田時子）
- 華星夜曲（日语：華星夜曲）（1989年，內田沙羅的母親〈第2代〉）
- 地球守護靈（1993年，坂口亞梨子的母親）
- 勇者王 FINAL（2000年，羅傑·安普羅瓦爾）

### 遊戲
- 阿爾納姆之牙 獸族十二神徒傳說（日语：アルナムの牙 獣族十二神徒伝説）（1994年，約洛茲、西恩媽媽、基由的母親）
- 個人教授（日语：個人教授 (ゲーム)）（1998年，穗高博美）
- 勇者王 GLORIOUS GATHERING（1999年，羅傑·安普羅瓦爾）
- Sid Meier's Alpha Centauri（日语：シド・マイヤーズ アルファ・ケンタウリ#Sid Meier's Alpha Centauri (SMAC)）（2000年，米莉安·葛德威爾遜修女）
- 超級機器人大戰NEO（日语：スーパーロボット大戦NEO）（2009年，女帝莎拉）

### 外語配音

#### 電影
- 航爆死亡角（英语：Airport '77） ※日本電視台版。
- 鬼哭神嚎（Carolyn〈Helen Shaver〉）
- 無語問蒼天
- 霹靂炮3（英语：Beverly Hills Cop II）（Sanderson的秘書）※影碟版。
- 大捕殺（英语：The Big Gundown）（Rosita Sanchez）
- 生龍活虎（英语：Borsalino (film)）（Rinaldi夫人〈Corinne Marchand〉）※朝日電視台版。
- 美國隊長 (1990年電影)（Rogers夫人〈Melinda Dillon〉）
- 烈火戰車（西碧·戈登〈艾麗絲·克里奇〉）※TBS版[注 1]。
- 南京的基督
- 歡喜城（英语：City of Joy (film)）
- 眼鏡蛇 ※朝日電視台版。
- 沈默戰警（英语：Code of Silence (film)）
- 赤裸性追緝（英语：Cold Sweat (1970 film)）（Moira〈Jill Ireland〉）※日本電視台版、有馬瑞子名義。
- Comment draguer toutes les filles...（法语：Comment draguer toutes les filles...）
- 猛龍怪客（英语：Death Wish (film)）（Carol Toby〈Kathleen Tolan〉）※朝日電視台版、有馬瑞子名義。
- 終極警探2（老年女性、機場廣播）※影碟版。
- 愛情終結者（英语：The Exterminator）（妓女）※富士電視台版[注 2]。
- 叛國少年（英语：The Falcon and the Snowman） ※朝日電視台版。
- 怒火風暴（Amanda〈Tuesday Weld〉）※影碟版。
- 火光（Constance〈Lia Williams〉）
- 飛俠哥頓 ※日本電視台版。
- 甘地傳 ※富士電視台版。
- 飆車熱情（英语：The Gumball Rally）（Alice Johnson〈Susan Flannery〉）※TBS版。
- 天與地
- 恐怖英雄（英语：Hero and the Terror）
- 破膽三次（英语：The Howling (film)）
- 追擊赤色十月 ※VHS、DVD版。
- 我是山姆（Willy Harrison）※影碟版。
- 地獄（Sara〈Eleonora Giorgi〉）※TBS版。
- 詹姆士·龐德系列
  - 詹姆士·龐德：勇破鑽石黨（Plenty O'Toole〈Lana Wood〉）※TBS舊錄製版。
  - 詹姆士·龐德大戰金手指（Bonita）※日本電視台版。
- 大白鯊2 ※日本電視台版[注 2]。
- 律政俏佳人 ※影碟版。
- 盜聽（日语：盗聴）
- 叛世情花（日语：マグダレーナ/『きよしこの夜』誕生秘話）（安娜）
- 兇胎（英语：The Manitou） ※有馬瑞子名義。
- 神氣活現
- 抱得美人歸（英语：The Marrying Man）
- 魔力（英语：The Medusa Touch (film)）（Patricia〈Marie-Christine Barrault〉）
- 致命的迷思（英语：Mortal Thoughts）
- 情聖保鏢（英语：My Father the Hero (1994 film)）
- 奧迪薩密件（英语：The Odessa File）
- 屍纏妖后
- 雲裳風暴（英语：Prêt-à-Porter (film)）（Nina〈Tracey Ullman〉）
- 雨中怪客（英语：Rider on the Rain） ※日本電視台版[注 2]。
- 聖保羅炮艇（Maily〈Marayat Andriane〉）※有馬瑞子名義。
- 銀色獵物（英语：Sliver (film)） ※朝日電視台版。
- 真善美（Liesl von Trapp〈Charmian Carr〉）※影碟版。
- 童魘（英语：Spider (2002 film)）（Wilkinson夫人〈Lynn Redgrave〉）
- 碧玉驚魂夜（英语：Still of the Night (film)）（蓋爾·菲利普斯）
- 坐立不安（英语：Suspiria） ※東京電視台版。
- 少狼（Hoyt老師〈Clare Peck〉）※朝日電視台版[注 1]。
- 三個奶爸一個妞（英语：Three Men and a Little Lady） ※影碟版。
- 三個願望（英语：Three Wishes (film)） ※VHS版。
- 烏龍盜寶黑吃黑（英语：Treasure of San Gennaro）（Concettina〈Claudine Auger〉）※東京電視台版。
- 魔鬼命令（Luc Deveraux的母親）※VHS、DVD、BD版。

#### 電視影集
- 星際大爭霸 (1978年電視影集)（Casiopea）※有馬瑞子名義。
- 奇才之子（英语：Whiz Kids (TV series)）（Irene Adler）
- 神力女超人 (1970年電視影集)（Eve）※有馬瑞子名義。

#### 動畫
- 落跑雞（Mrs. Tweedy〈Miranda Richardson 配音〉）

### 廣播劇CD
- Weiß kreuz Wish A Dream collection II A four-leaf clover（老婦人）
- 少年性愛白皮書（日语：少年濡れやすく恋成りがたし）（歐彥的母親）
- 北歐神話傳說系列（海爾）

## 腳註

## 外部連結
- 有馬瑞香｜ARTSVISION公式官網的聲優簡介 （页面存档备份，存于） （日語）